# Туризм в Брянской области

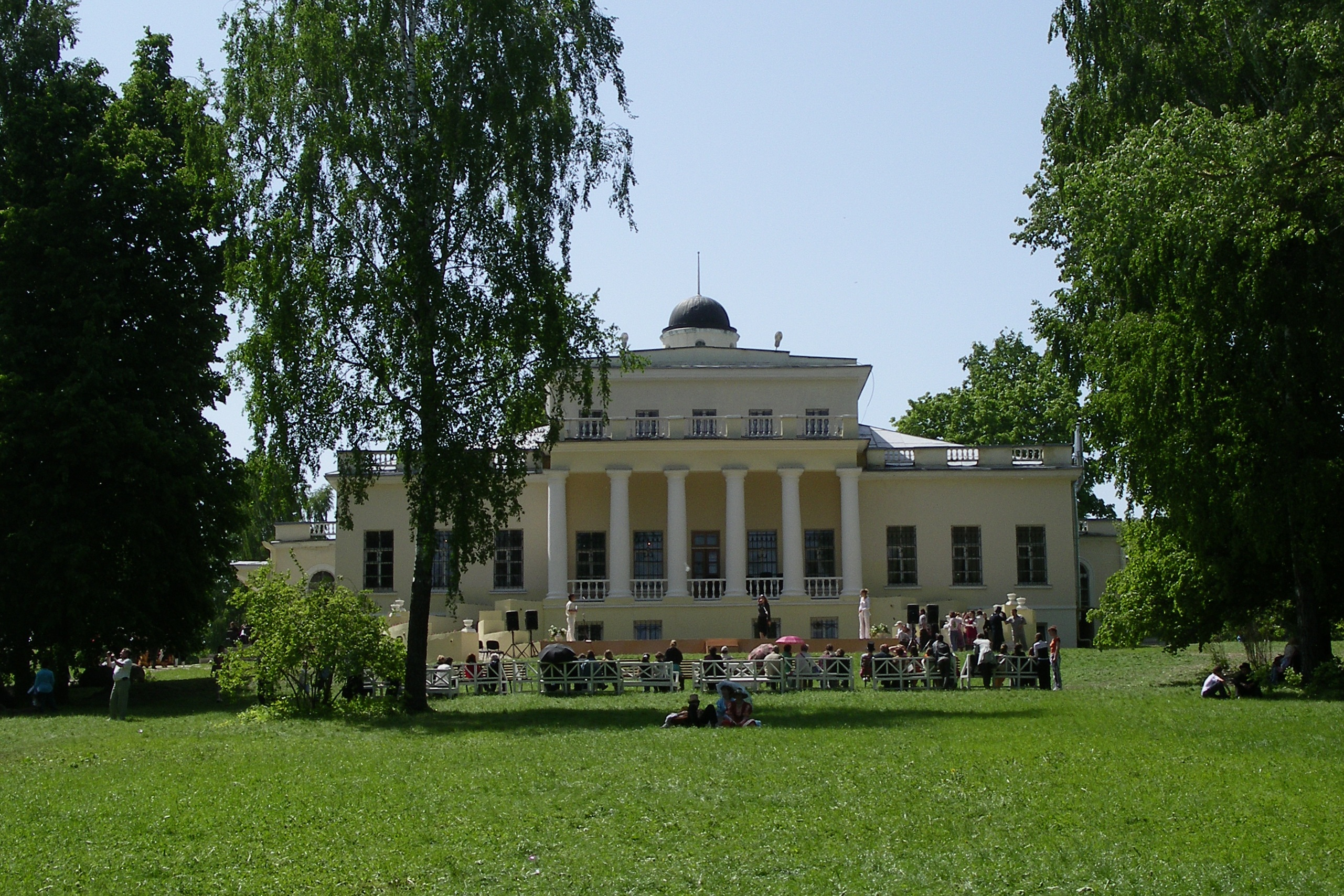
Музей-усадьба Ф. И. Тютчева

Туризм в Брянской области обладает перспективой для развития в силу экономико-географического положения области, определяемого её расположением на границе трёх государств — России, Белоруссии и Украины. Основные направления туризма: культурно-познавательный, деловой, паломнический, оздоровительный, рекреационный, охотничий.

## Направления

### Культурно-познавательный туризм
Традиционно связан с посещением усадебных комплексов, музеев-заповедников, святынь, археологических памятников, поселений старообрядцев.
Наиболее известными музеями являются Брянский краеведческий музей, Музей хрусталя Дятьковского хрустального завода, Мемориальный комплекс «Партизанская поляна», Парк-музей имени А. К. Толстого, Музей братьев Ткачевых, Музей-усадьба Ф. И. Тютчева, Музей-усадьба А. К. Толстого, Музей Козьмы Пруткова.
Сложившийся маршрут по Брянской старине включает: Свенский монастырь, Красный Рог, Овстуг и Вщиж, Воскресный собор в Почепе, Успенский собор в Мглине, исторические города Трубчевск, Карачев, Дятьково. Область входит в «Большое Золотое кольцо России». Особо выделяются мемориальный комплекс «Партизанская поляна», являющийся объектом активного посещения и Хацунь.

### Экотуризм
Экотуризму посвящён заповедник Брянский лес, где разработаны автомобильные, водные и пешие маршруты. Необходимо учитывать, что во время Чернобыльской аварии загрязнению подвергся юго-запад области.

### Активный туризм
К самым популярным водным маршрутам по рекам области относятся байдарочные сплавы по рекам Ипуть и Десна. Принимают гостей конные фермы, из которых выделяется Локотской конезавод.

### Фестивали
Международные фестивали театрального искусства «Славянские встречи», песенного искусства имени Вяльцевой, студенческий фестиваль СТЭМов «Шумный балаган», поэтические фестивали в Овстуге и Красном Роге, фестиваль дружбы братских славянских народов в Климовском районе, международная Свенская ярмарка.

## Статистика
На территории области имеется свыше 4 тысяч памятников истории и культуры, действует 10 санаториев и пансионатов, 4 санатория-профилактория, 5 баз отдыха, 1 туристская база, 35 гостиниц, 400 объектов культового зодчества (часовни, церкви, соборы, монастыри). В области работает около 120 турагентств (2024).